# 1990 RR7
1990 RR7 är en asteroid i huvudbältet som upptäcktes den 13 september 1990 av den belgiske astronomen Henri Debehogne vid La Silla-observatoriet.
Asteroiden har en diameter på ungefär 9 kilometer.